# Ga Hyehwa
Ga Hyehwa (Bệnh viện Đại học Quốc gia Seoul) (Tiếng Hàn: 혜화(서울대학교병원)역, Hanja: 惠化(서울大學校病院)驛) là ga trên Tàu điện ngầm vùng thủ đô Seoul tuyến 4. Nó nằm ở trung tâm của vùng thường được biết đến như Daehangno, và hầu hết các hành khách xuất phát từ ga này đều là ban đêm. Bệnh viện Đại học Quốc gia Seoul và trường y dược nằm ở phía Tây Nam.

## Bố trí ga
| Đại học Hansung ↑ |
| \| N/B            |
| ↓ Dongdaemun      |

| Hướng Bắc | ● Tuyến 4 | ← Hướng đi Ssangmun · Chang-dong · Nowon · Jinjeop   |
| Hướng Nam | ● Tuyến 4 | → Hướng đi Dongdaemun · Myeong-dong · Ansan · Oido → |

| Tuyến và hướng                   | Cửa                |
| -------------------------------- | ------------------ |
| Tuyến 4 (Hướng Jinjeop) → Lối ra | 2-4, 4-4, 7-1, 9-1 |
| Tuyến 4 (Hướng Oido) → Lối ra    | 2-4, 4-4, 7-1, 9-1 |

## Vùng lân cận
- Lối thoát 1: Khuôn viên Chúa Thánh Thần của Đại học Công giáo Hàn Quốc, trường trung học & trung học phổ thông Dongseong
- Lối thoát 2: Công viên Marronnier, Đại học mở Quốc gia Hàn Quốc
- Lối thoát 3: Bệnh viện Đại học Quốc gia Seoul & khuôn viên Yeongeon (trường dược)
- Lối thoát 4: Đại học Sungkyunkwan, Changgyeonggung, trường trung học khoa học Seoul, khuôn viên đại học thiết kế Hansung